# Església de Sant Boi de Lluçanès
L'Església de Sant Boi de Lluçanès és una església catalogada com a monument del municipi de Sant Boi de Lluçanès (Osona) i inclosa en l'Inventari del Patrimoni Arquitectònic Català.

## Descripció
És un edifici de grans dimensions de planta rectangular. L'accés a l'església és un gran portal d'entrada d'estil barroc tardà amb diferents motius florals i de rocalla, un escudet amb la data 1767 i l'anagrama de crist a sobre del qual hi ha una fornícula amb el sant patró. A la façana principal, amb restes d'arrebossat, hi ha un rellotge de sol, una gran rosassa i un tester curvilini. Al costat del cementiri s'aixeca el campanar de planta quadrada format per diferents pisos amb un rellotge al pis superior. Totes les cantoneres de l'església són de pedra treballada.

## Història
Fou planejada i erigida pels germans Josep i Jacint Moretó entre 1763 i 1765, i es tracta d'un edifici barroc tardà (similar als de Taradell, la Gleva o Vidrà). El campanar, aixecat sobre una base del 1540, es construí el 1815 i es coronà el 1852.